# Orestia pandellei
Orestia pandellei là một loài bọ cánh cứng trong họ Chrysomelidae. Loài này được Allard miêu tả khoa học năm 1863.